# Santa Maria de Vallformosa
Santa Maria de Vallformosa és una església de Vilobí del Penedès (Alt Penedès) inclosa a l'Inventari del Patrimoni Arquitectònic de Catalunya. L'Església de Santa Maria de Vallformosa està situada en un lloc proper a la carretera que va de Guardiola a Vilafranca. Forma part d'una petita plaça juntament amb la rectoria i les escoles.

## Descripció
És un edifici d'una sola nau amb capelles laterals i absis de planta semicircular. Té voltes bufades i arcs torals de mig punt. La coberta és a dues vessants. La façana presenta rosassa i portada amb arquivoltes, columnes, capitells esculpits i timpà amb la representació del tema de l'Ascensió esculpit. Té el campanar i la rectoria adossats. En conjunt respon a les característiques formals de l'historicisme neoromànic.
La pica baptismal és un vas troncocònic amb els costats còncaus, sobretot a la part inferior. Presenta un peu molt baix de 5 cm d'alçada i 48 cm de diàmetre. Fa 65 cm d'alçada i un diàmetre de la boca de 99 cm a l'exterior i 81 cm a l'interior. Les parets són de 9 cm de gruix i la profunditat del vas és de 73 cm, si bé al fons presenta un considerable gruix de ciment que indica que en realitat és més profunda. És completament llisa i presenta un cèrcol de 9 cm d'ample que l'envolta.

## Història
L'Església de Santa Maria de Vallformosa va ser bastida el 1937.
La pica Baptismal destaca. Segons el llibre "Edicions d'homenatge", editat el 1970 pel Museu de Vilafranca, aquesta pica procedeix de Vallformosa prop de La Sala. Després de la guerra es trobava abandonada prop de l'església on era utilitzada com a test. L'any 1945 fou traslladada al Museu de Vilafranca i instal·lada al pati com a brollador.